# 김준기 (대중음악인)
김준기(1955년~)은 대한민국의 가수, 싱어송라이터, 음반 기획자이다.

## 일생
1955년 8월8일 서울태생이며 중앙대학교 클라리넷 학사 출신이다.  1984년 록 밴드 "이치현과 벗님들"의 새로운 멤버로 영입이 되어 본격적으로 가요계 활동을 시작하였다. 이후 1987년 "사랑의 슬픔"의 히트로 각종 음악상을 수상하며 최고의 한 해를 보냈으나 1988년 부터는 음악적 견해 차이로 인하여《이치현과 멋님들》 & 《벗님들》로 나눠져서 활동하게 된다...본인의 대표곡으로는 1990년 작사 작곡한《사랑은가도 추억은》, 1992년 작사 작곡한 《내일을 기다려》 1994년 작사 작곡한 《그냥 걸었어》 1995년 작곡한 《내가 지켜줄께》 등이 있다.

## 학력
- 중앙대학교 클라리넷 학사 졸업

## 경력
- 임종환 기획
- 그룹 '크림' 기획
- 박강성 기획
- 작사 작곡 편곡 - 사랑은 가도 추억은 (김준기 1집)
- 작사 작곡 편곡 - 이별 없는 사랑 (김준기 1집 / 박강성 3집)
- 작사 작곡 - 이별 그 후 (박강성 3집)
- 작사 작곡 - 내일을 기다려 (박강성 3집)
- 작사 작곡 - 그냥 걸었어 (임종환 2집)
- 작사 작곡 - 세월속에 머문 사랑 (임지훈 4집)
- 작곡 - 돈키호테 (김범룡 8집)
- 작곡 - 무한우정 / 내가 지켜줄께 (녹색지대 Ⅱ집)

## 참여 앨범
- 1984년 벗님들 3집
- 1985년 벗님들 4집
- 1986년 벗님들 5집

## 방송
- 1987년 가요톱10
- 1987년 토요일 토요일은 즐거워

## 수상
- 1987년 일간스포츠 골든 디스크 본상
- 1987년 KBS 가요대상 올해의 가수상
- 1987년 MBC FM 선정 최고가수상

### 가요 프로그램 1위
| 연도            | 수상 내역 (총 5회) |
| --------------- | --- |
| 1987년 (총 5회) | - 사랑의 슬픔 (총 5회) - 7월 29일 KBS 《가요톱텐》 1위 - 8월 5일 KBS 《가요톱텐》 1위 - 8월 12일 KBS 《가요톱텐》 1위 - 8월 19일 KBS 《가요톱텐》 1위 - 8월 26일 KBS 《가요톱텐》 1위 (5주 연속) (골든컵) |